# 청자 음각용문 주전자
청자 음각용문 주전자(靑磁 陰刻龍文 注子)는 음각으로 용 무늬를 새겨넣은, 고려청자 주전자이다. 삼성미술관 리움에 있으며, 1995년 12월 4일 대한민국의 보물 제1228호로 지정되었다.

## 개요
고려시대 만들어진 청자 주전자로 높이 21.1cm, 아가리 지름 6.7cm, 밑지름 8.4cm이다. 하늘에 오르기 직전 땅에 앉아있는 용(반룡) 모양을 새겼다고 하여 반용문주자로 불린다.
크기에 비해 아가리 지름이 넓으며, 전체적으로 안정된 형태를 이루고 있는 몸통과 손잡이가 있는 병모양의 주전자이다. 물을 따르는 주구와 몸통은 번개무늬 띠를 2곳에 둘러 크게 3등분 되어 있다. 반용문은 몸통의 위쪽 2부분에 앞·뒤로 한 마리씩 모두 4마리가 새겨 있는데, 한마리는 아가리가 긴 삼각형의 얼굴이며, 다른 한마리는 사각형이어서 암수를 표현한 것으로 생각된다.
아가리 지름이 넓고 목부분은 짧고 굵은 병모양의 몸통과 밖으로 벌어진 낮은 굽, 손잡이 상부의 꺽음, 힘차게 뻗은 아가리에서 금속제 주전자를 모델로 했다고 보여진다.
정교하게 처리된 번개무늬와 반용문에서 12세기 전반에 제작된 우수한 청자임을 알 수 있다. 이러한 형태의 주전자는 지금까지 그 유래가 알려지지 않은 특이한 형태로 전라남도 강진의 가마에서 제작된 것으로 보인다.

## 같이 보기
- 고려청자

## 참고 자료
- 청자 음각용문 주전자 - 국가유산청 국가유산포털